# Tatsuzō Ishikawa
Tatsuzō Ishikawa (石川 達三, Ishikawa Tatsuzō, Yokote, 2 de julho de 1905 — Tóquio, 31 de janeiro de 1985)  foi um escritor japonês. Ele foi o vencedor do 1º Prêmio Akutagawa, em 1935 e do 17º Prêmio Kikuchi Kan, em 1969. 

## Biografia
Nascido em Yokote, na província de Akita, Japão, Ishikawa foi criado em vários lugares, incluindo Kyoto e Okayama. Ele começou a cursar literatura na Universidade de Waseda, mas desistiu antes de se graduar. Em 1930, mudou-se do Japão para o Brasil através de um programa de imigração, onde ficou trabalhando por 6 meses. Ele havia feito um acordo com a revista em que trabalhava para escrever artigos sobre a viagem. No entanto, ao chegar à hospedaria de imigrantes no porto de Kobe, ponto de partida dos navios “Maru”, ficou chocado com a miséria dos imigrantes e decidiu escrever um romance. Em 1933, lançou o romance Sōbō (蒼 氓), onde descreve a longa viagem entre o Japão e o Brasil, a chegada ao porto de Santos e a distribuição dos trabalhadores pelas fazendas de café, abordando as experiências do autor com as condições dos imigrantes, mas de uma forma ficcional. Em setembro de 1935, o romance recebeu o 1º Prêmio Akutagawa.
Em dezembro de 1937, Ishikawa foi despachado para Nanjing como repórter especial pela editora Chūō Kōron, para relatar os feitos dos militares japoneses na Segunda Guerra Sino-Japonesa, ocorrida entre os anos de 1937 e 1945. Após o desembarque em Xangai, ele chegou a Nanjing em janeiro de 1938, e passou oito dias na cidade, conversando com soldados japoneses da infantaria ao invés de oficiais, antes de retornar para o Japão e completar o manuscrito de Ikiteiru heitai (生きている兵隊) em apenas onze dias. Este romance relata, de forma fictícia, as atrocidades sofridas por civis chineses, bem como do pessimismo dos soldados japoneses em relação à guerra. Foi publicado em fevereiro, na edição de março da revista Chūō Kōron. Devido ao seu assunto controverso, quase um quarto de seu conteúdo foi censurado antes mesmo de ser publicado. Ainda assim, a revista foi retirada de circulação no dia em que foi publicada. O autor e seus editores foram presos por "causar distúrbios na paz e na ordem". Ishikawa foi condenado a quatro meses de prisão e colocado em liberdade condicional por três anos.
Ishikawa continuou a ser um escritor ativo após a guerra e, em 1969, ganhou o Prêmio Kikuchi Kan por suas contribuições à literatura japonesa.

### Livros selecionados em japonês
- Ikiteiru heitai (生きている兵隊). Chūō Kōron Shinsha, 1999. ISBN 9784122034570

### Livros publicados no Brasil
- Sōbō (蒼 氓). Ateliê Editorial, 2008. ISBN 9788574803838

## Prêmios
- 1935 - 1º Prêmio Akutagawa - Sōbō (蒼 氓)[3][7]
- 1969 - 17º Prêmio Kikuchi Kan[6]